# Vrijheidsmuseum

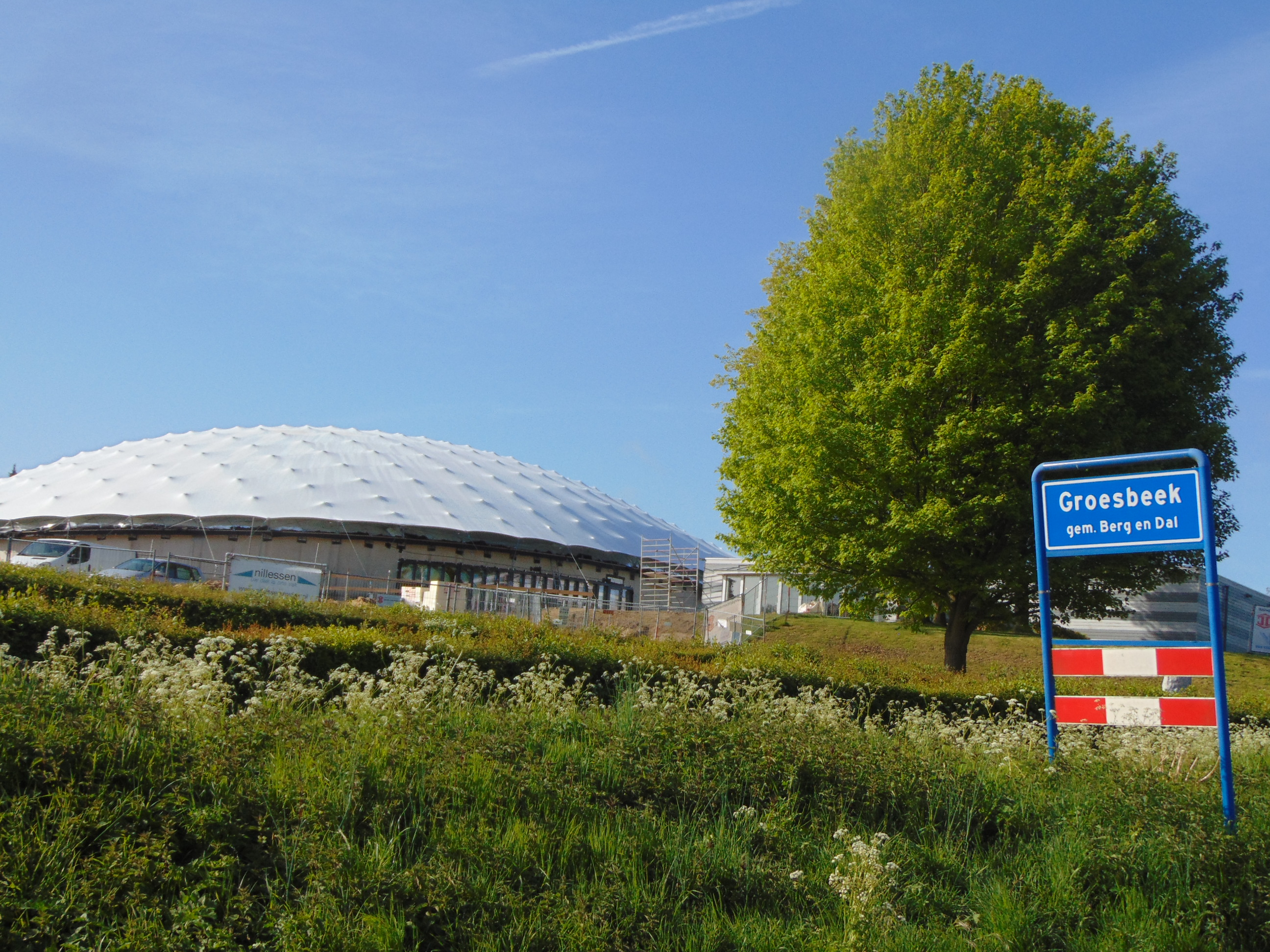
Vrijheidsmuseum tijdens de bouw, 9 mei 2019

Het Vrijheidsmuseum (tot september 2019 Nationaal Bevrijdingsmuseum 1944-1945) is een museum in de Gelderse plaats Groesbeek, waar de geschiedenis van de Tweede Wereldoorlog in Duitsland en Nederland getoond wordt met een focus op de bevrijding van de Nederlands-Duitse grensregio in 1944-1945. Het museum ligt net buiten het dorp in de heuvels bij de Duitse grens.
Sinds 1 september 2019 is de naam gewijzigd in Vrijheidsmuseum. Er is een compleet nieuw gebouw in gebruik genomen. De officiële openingsplechtigheid werd uitgesteld in verband met de  coronaproblematiek en vond plaats op 5 juli 2023. Het nieuwe gebouw heeft de vorm van een parachute. De parachute herinnert aan de dropping van duizenden Amerikaanse parachutisten op de landingsterreinen langs de Wylerbaan en Klein Amerika in Groesbeek tijdens Operatie Market Garden op 17 september 1944 en aan het grote Rijnlandoffensief in februari en maart 1945. 

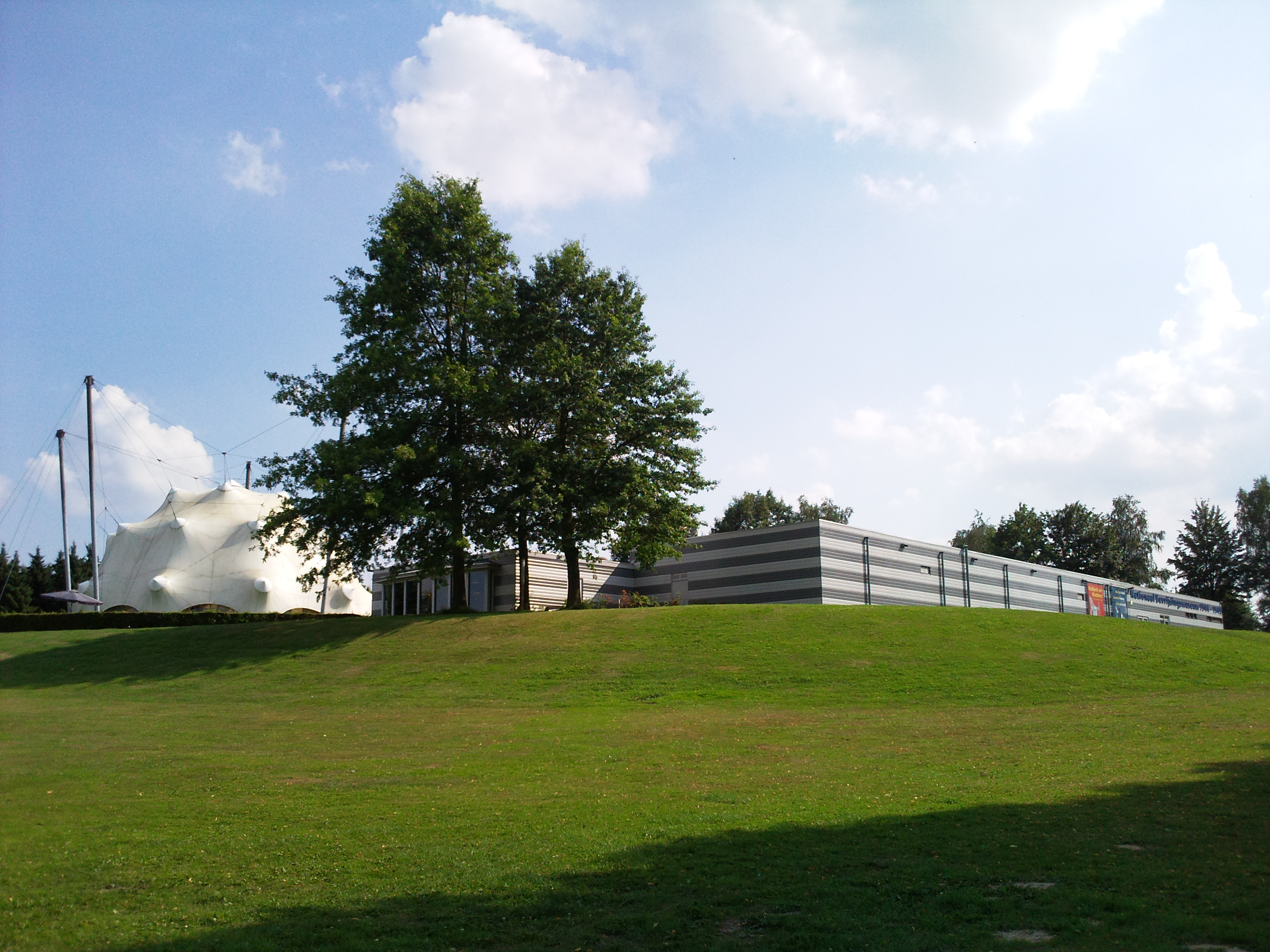
Het oude Bevrijdingsmuseum met de Erekoepel

In de periode van 1987 tot 2019 bestond het museum grotendeels uit containers van het voormalig werkeiland Neeltje Jans, die in 1987 geplaatst werden. Er was een "Erekoepel" in de vorm van een parachute, die de inspiratie vormde voor het nieuwe gebied. 
Naast de bevrijding in de jaren 1944-1945, komen de opkomst van het fascisme, de Duitse dictatuur en bezetting, de periode van de wederopbouw na de Tweede Wereldoorlog en huidige conflicten in het museum aan bod. Vrijheid en onvrijheid vormen de rode lijnen in de verhaallijn. Voor het onderwijs zijn er afzonderlijke educatieve programma's.
Bij het museum staat het Sherwood Rangers-monument.

## Uit de collectie

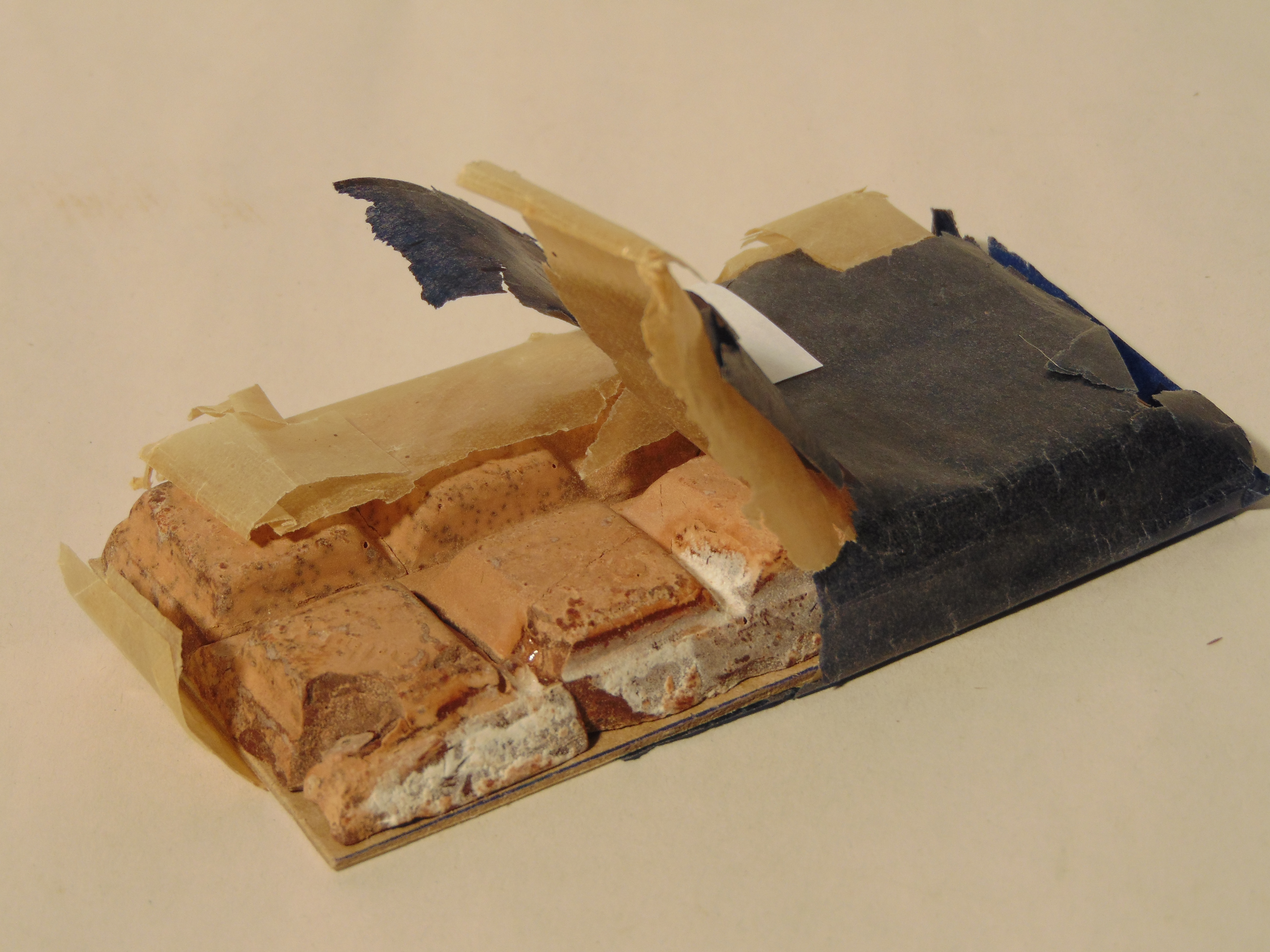
Brits chocoladerantsoen
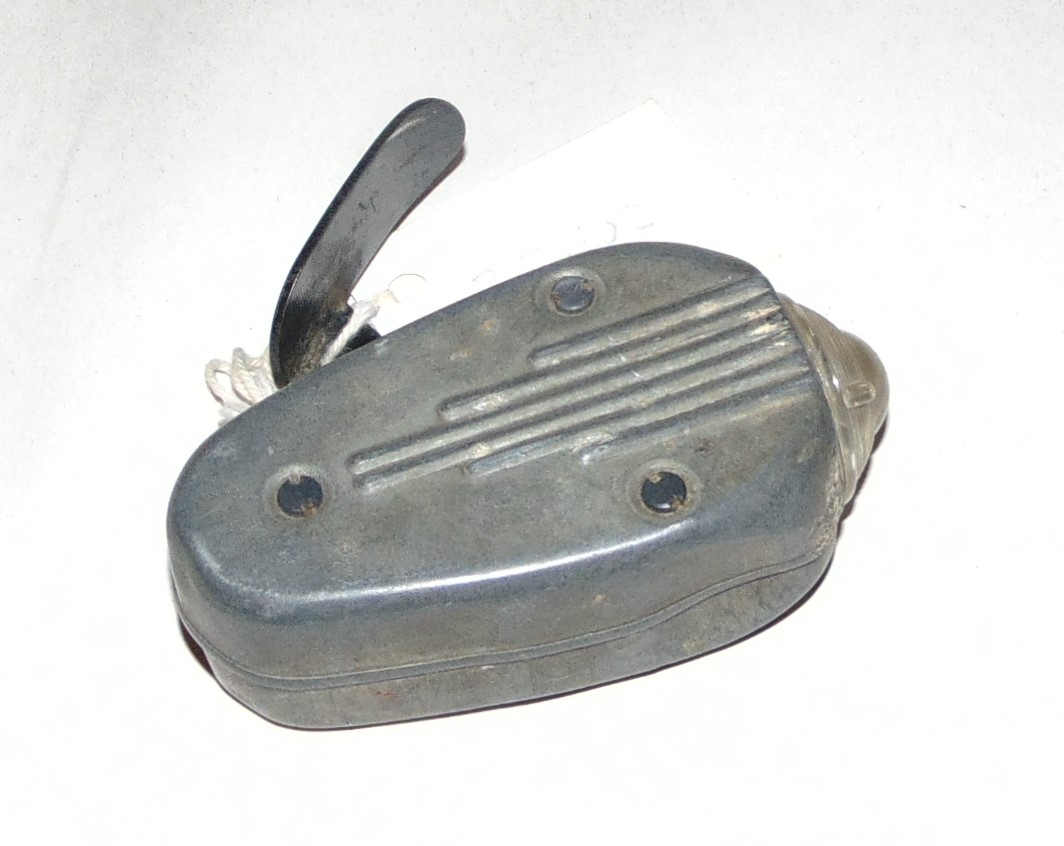
Knijpkat, Nederlandse handdynamo
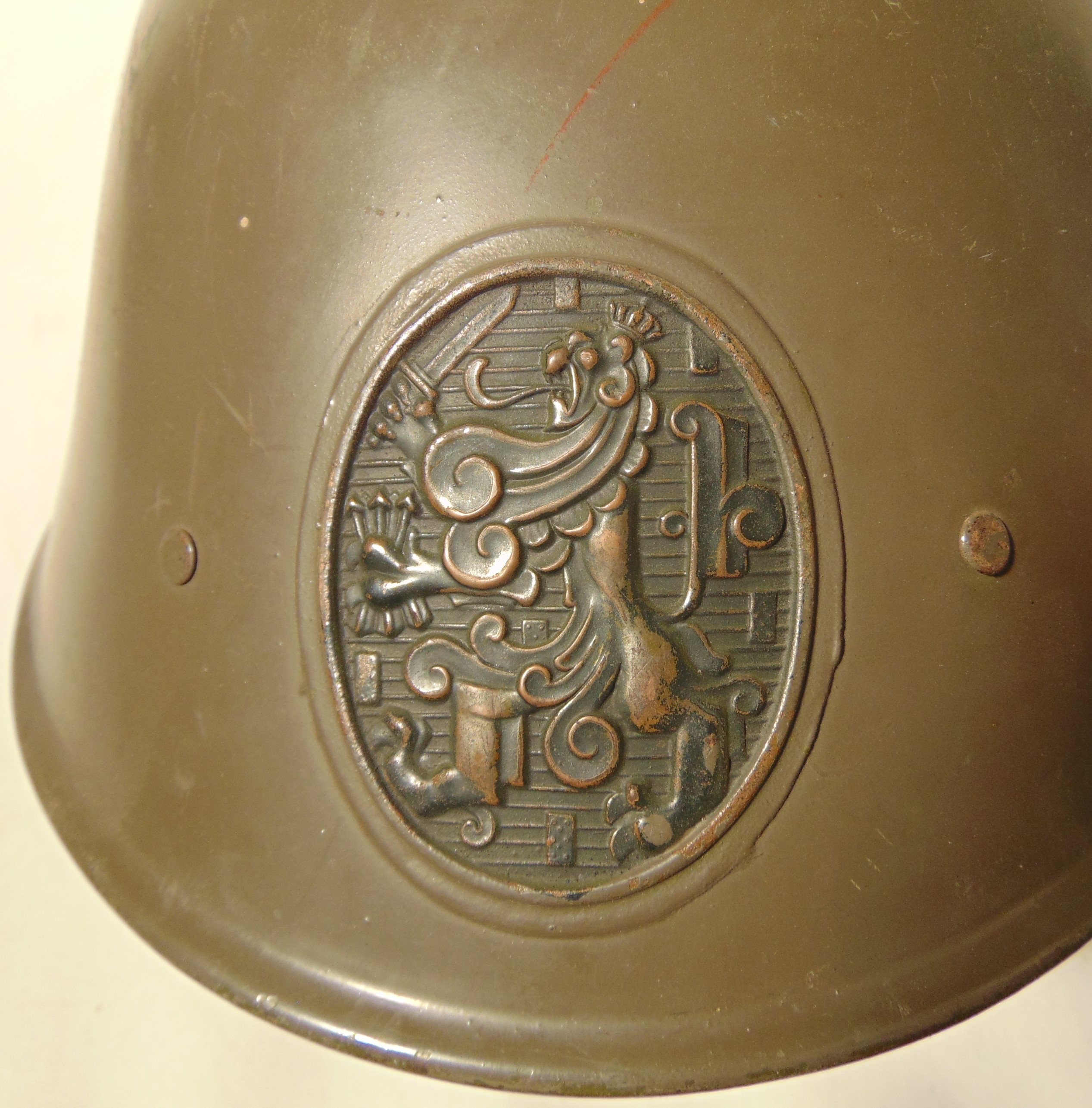
Nederlandse helm met leeuw
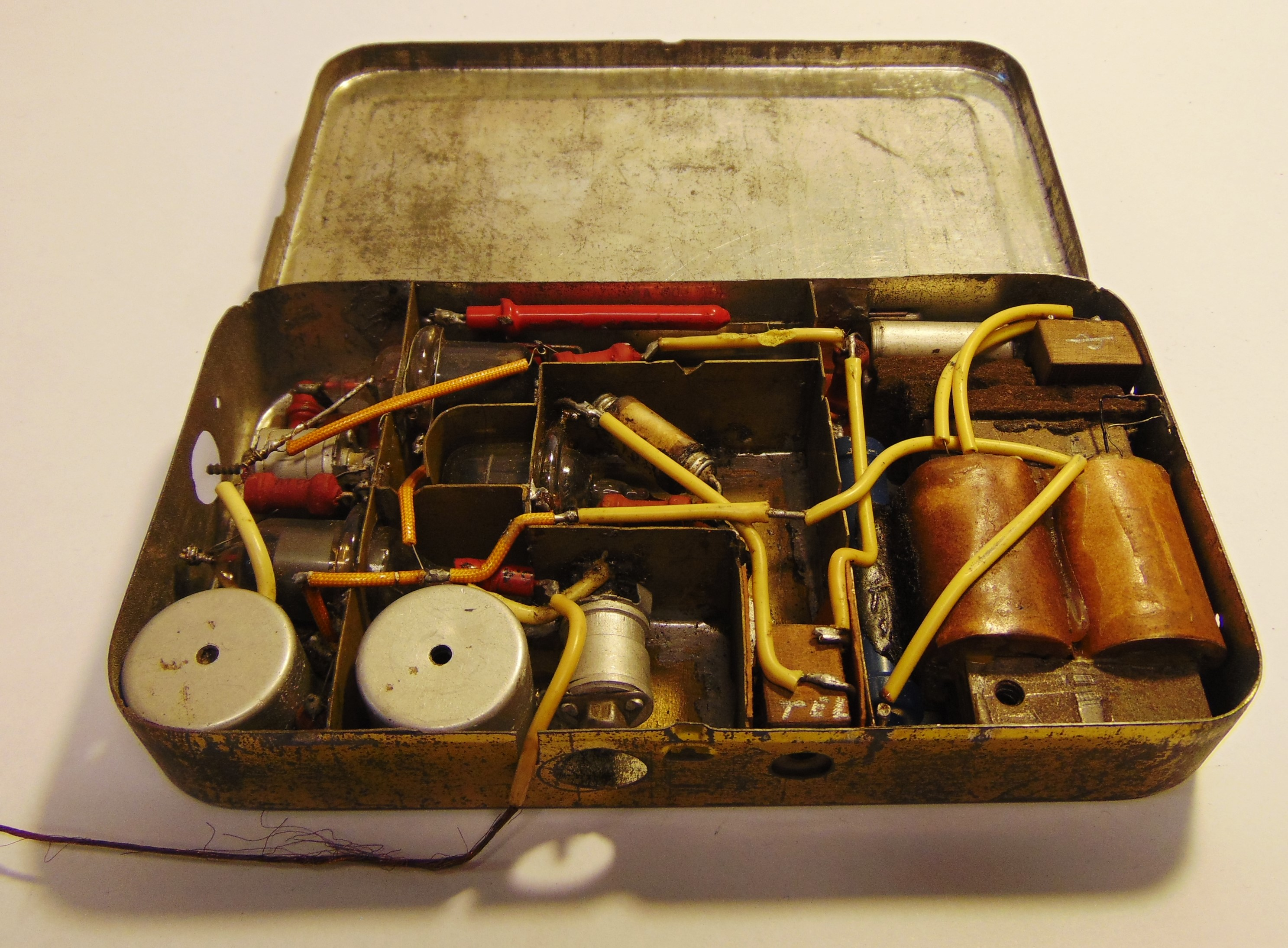
Radio
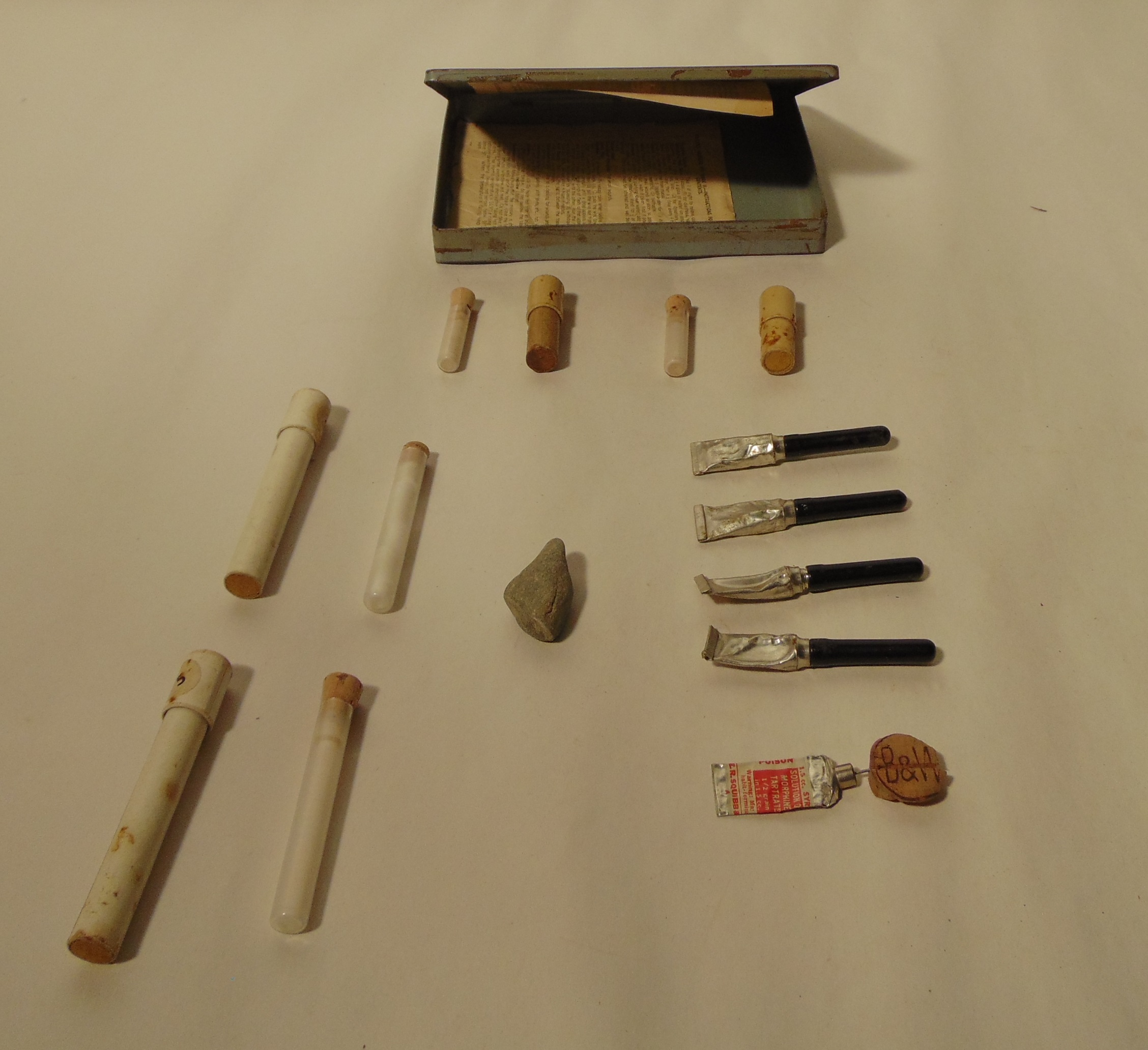
Morfine-ampullen voor eenmalig gebruik
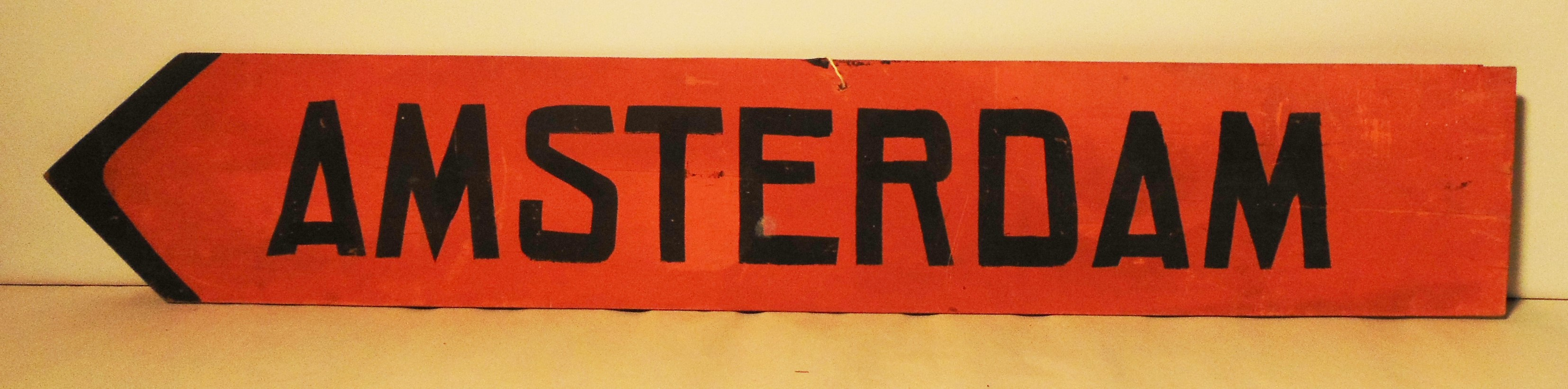
Handgemaakte wegwijzer voor de geallieerden, tijdens of meteen na de bevrijding
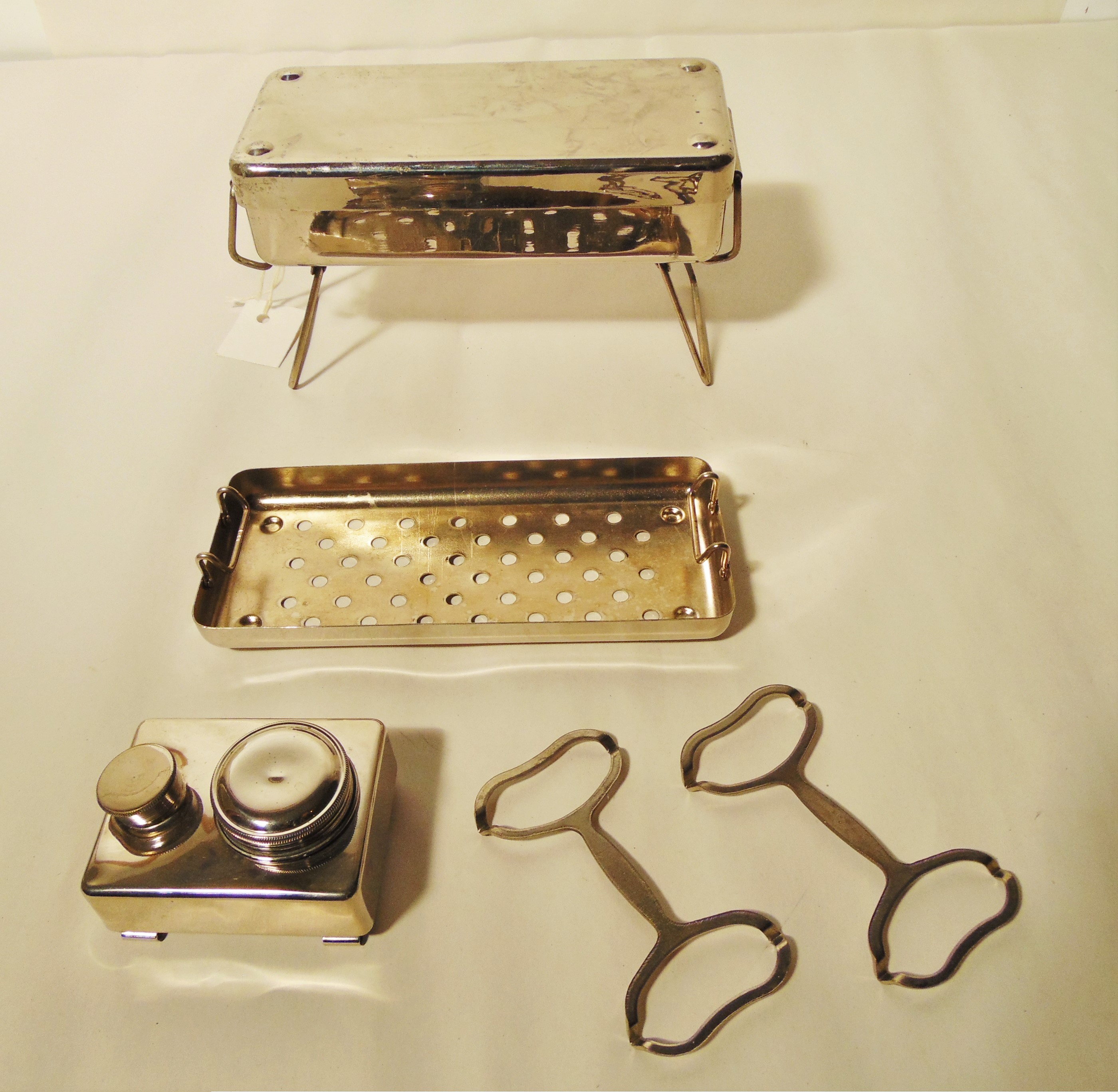
Duits medisch gereedschap
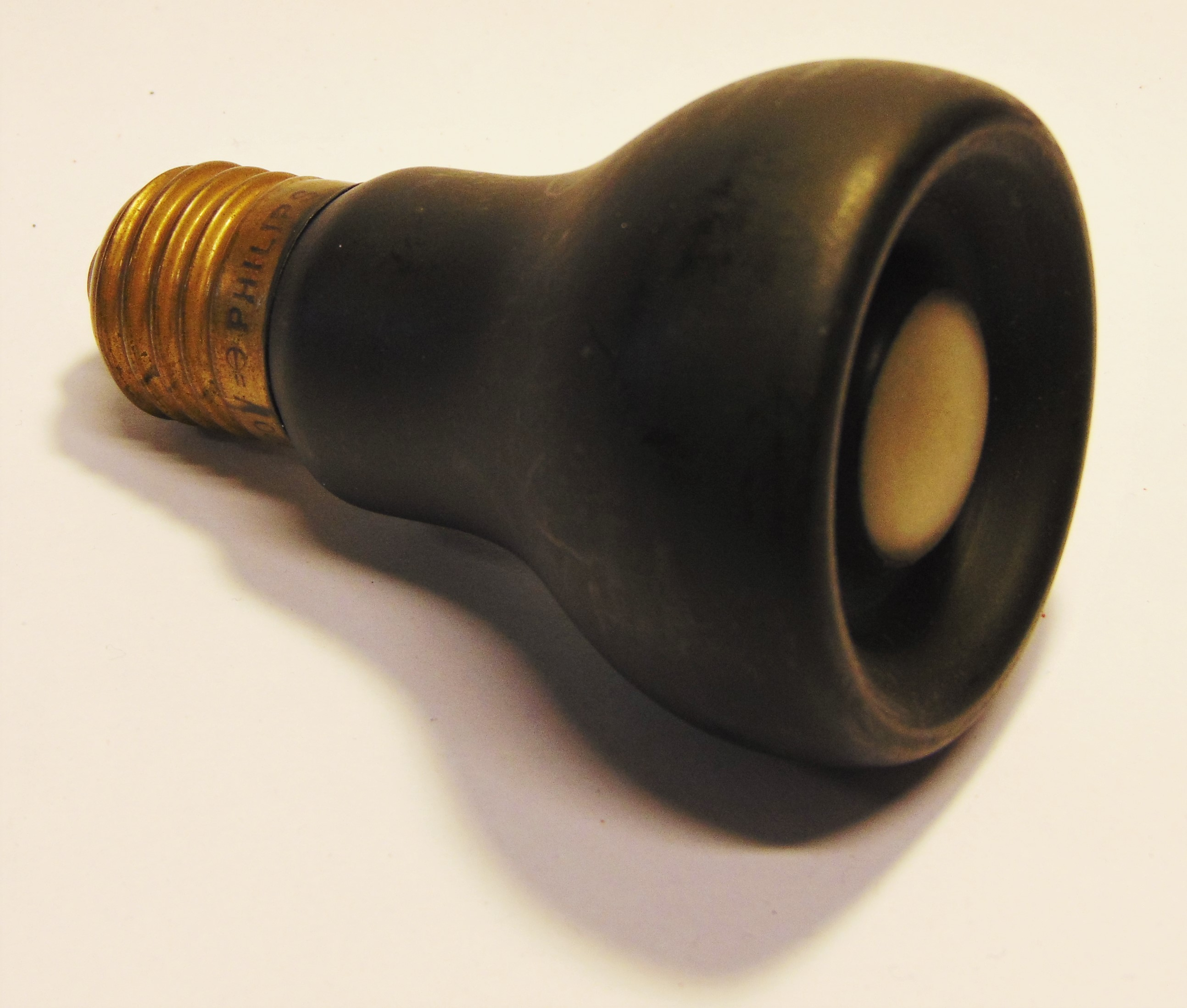
Philips verduisteringslamp
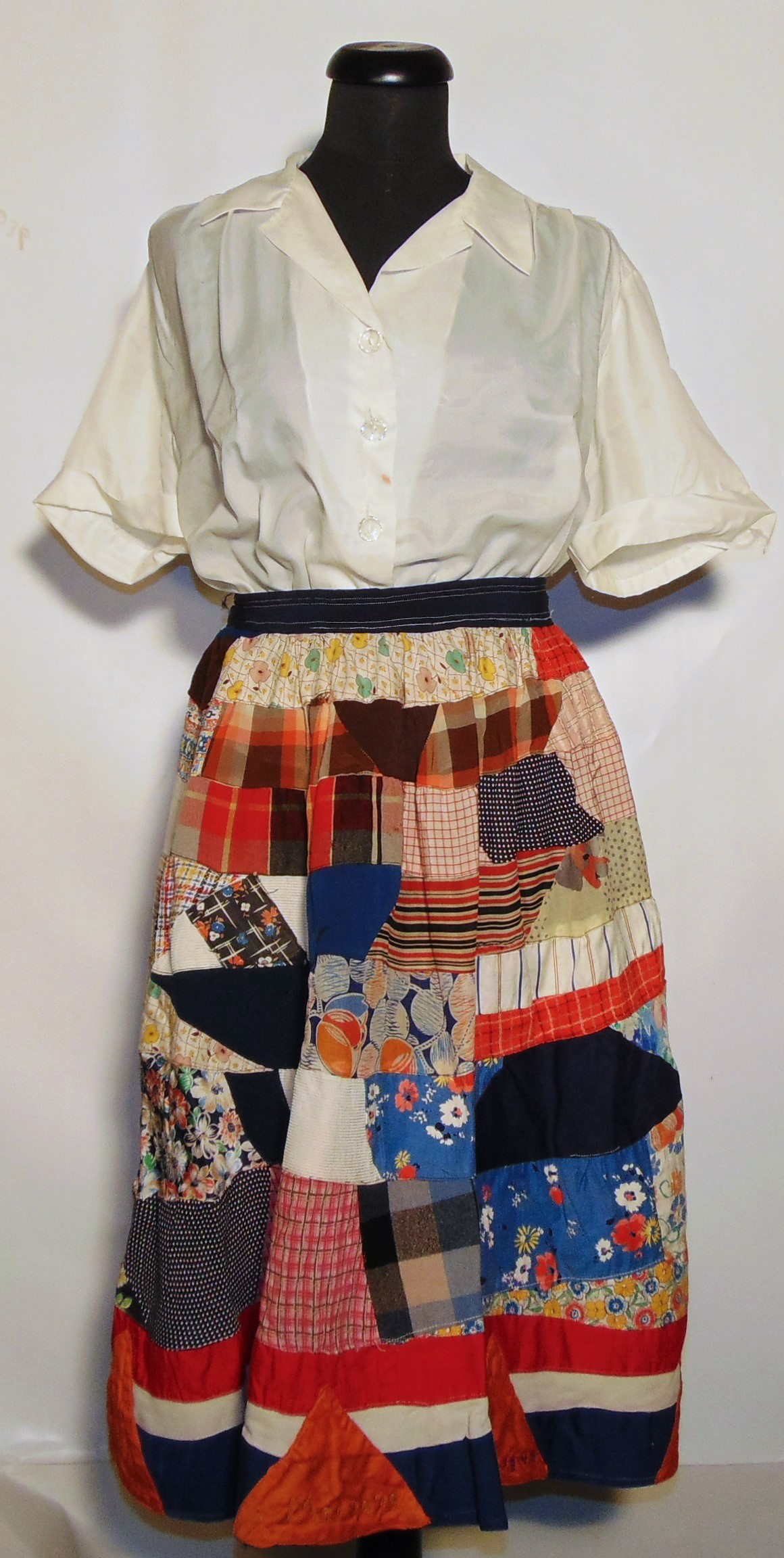
Nationale feestrok. Bevrijdingsrok met parachutestof
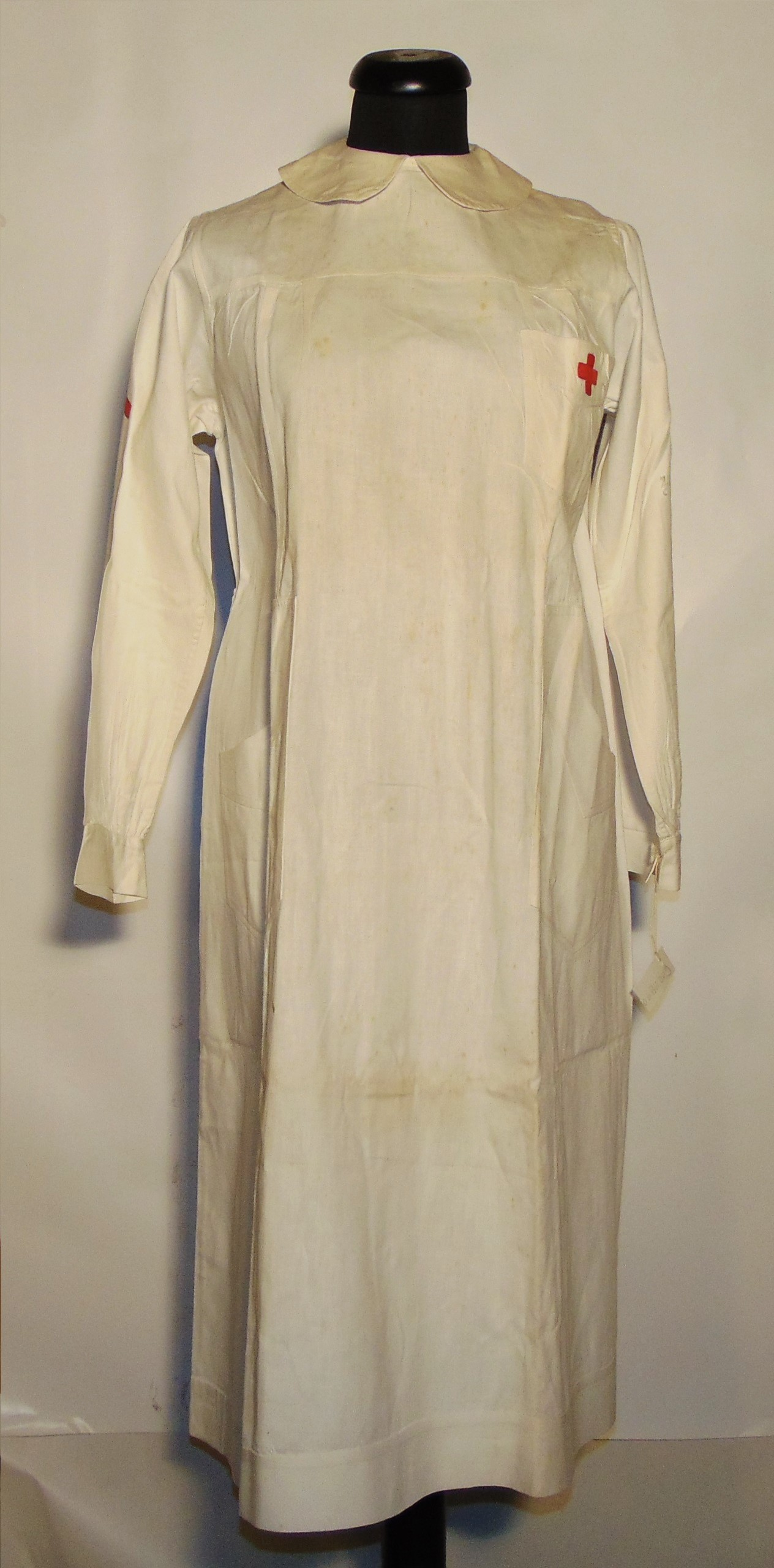
Uniform voor verpleegkundigen
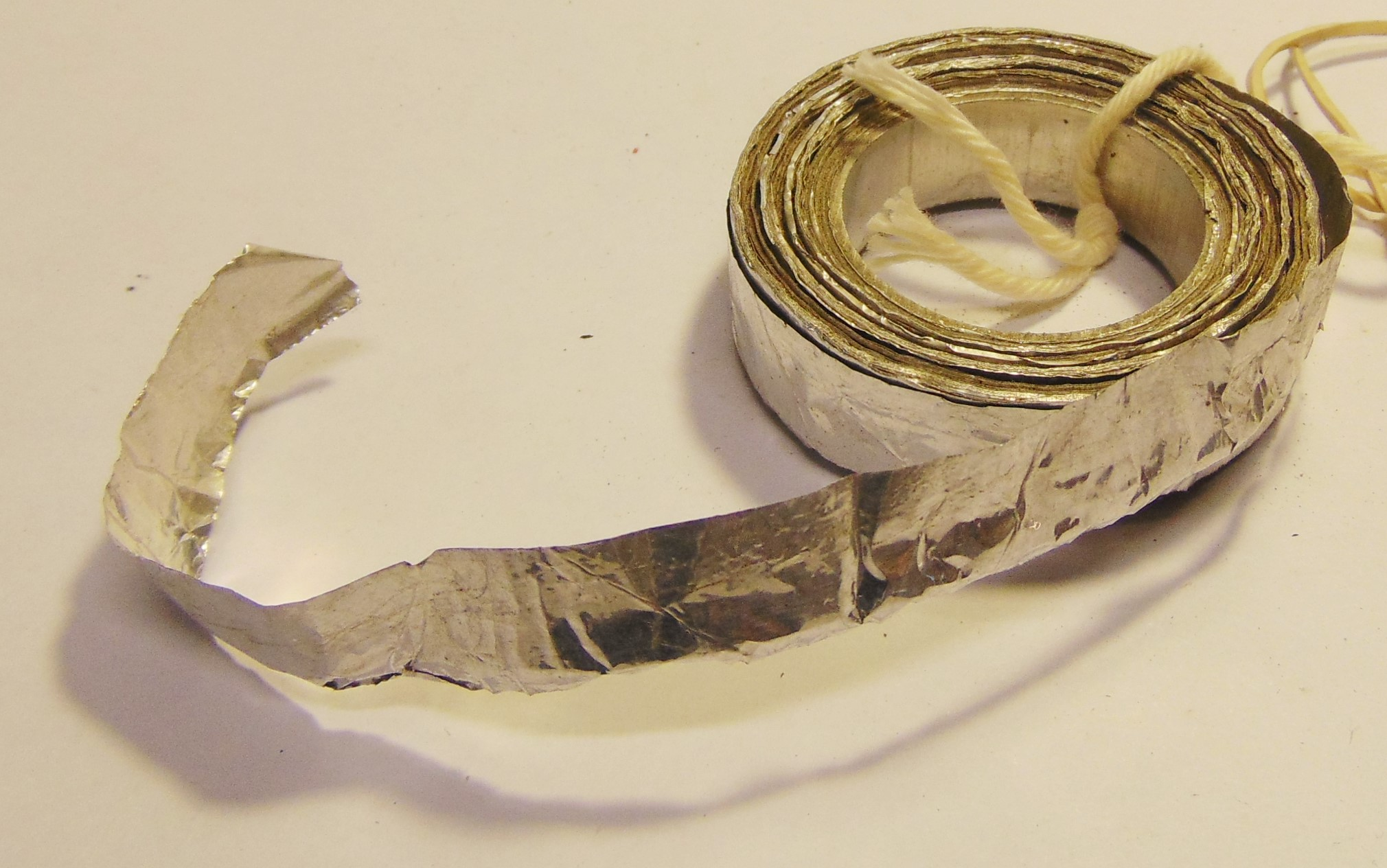
Geallieerd middel ter verstoring van de Duitse radar.